# Jules Traeger
Jules Traeger, né le 12 mars 1920 à Lyon et mort le 25 mai 2016 dans la même ville, est un médecin néphrologue lyonnais. Il est, avec le professeur Jean Perrin, l'un des pionniers de la greffe rénale et de la dialyse à l'hôpital de l'Antiquaille en 1962.

## Biographie
Jules Traeger est né dans le 3e arrondissement de Lyon le 12 mars 1920. Il se marie le 23 octobre 1953 avec Yvanne Fouillet avec laquelle il n'aura pas d'enfants. L'essentiel de sa carrière de médecin néphrologue se déroule à Lyon, ou il meurt chez lui dans le 6e arrondissement le 25 mai 2016.

### Travaux
On doit à Traeger la mise au point du sérum anti-lymphocytaire (SAL).
En 1963, il ouvre le premier centre de dialyse en Europe à Lyon. Il tente, après des échanges avec Keith Reemtsma, plusieurs xenogreffes à partir de reins de chimpanzés en 1964.
En 1976, il est le premier Français à réaliser, avec le chirurgien Jean-Michel Dubernard, une double greffe de rein et de pancréas.

### Sociétés savantes
En 1997, il est élu membre à la section Sciences de l'académie des Sciences, Belles-Lettres et Arts de Lyon.

## Distinctions
- Commandeur de la Légion d'honneur (2003)